# Hecatera plumbea
Hecatera plumbea là một loài bướm đêm trong họ Noctuidae.